# عبد الرشيد عبد الله محمد
رشيد عبد الله محمد ( (بالصومالية: Rashiid Cabdullahi Moxamed)‏ ) سياسي صومالي، شغل منصب محافظ باي، كما شغل منصب وزير الدفاع. 
استقال عبد الرشيد من منصبه في 12 أكتوبر 2017 قبل يومين فقط من تفجير مقديشو أكتوبر 2017 وعين رئيس الوزراء حسن علي خيري الوزير محمد مرسل شيخ عبد الرحمن خلفا له.
وأشارت مصادر إلى أن سبب الاستقالة خلافات بين الوزير والرئيس الصومالي في ذلك الوقت محمد عبد الله فرماجو